# Kutter & Küste
Kutter & Küste ist eine deutschsprachige Zeitschrift zum Meeresangeln.
Das Magazin wurde 1996 gegründet und erscheint seit 2008 viermal jährlich im Hamburger Jahr Media. Das Hamburger Medienhaus hat die Zeitschrift von der Möller Neue Medien GmbH übernommen.
Michael Werner und Rainer Korn bilden die Chefredaktion. Kutter & Küste ist das einzige regelmäßig erscheinende Meeresangel-Magazin in Deutschland.